# José Rodríguez de la Rosa

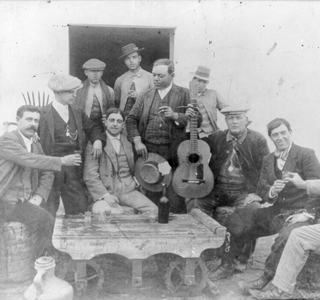
Reunión flamenco con el cantaor Niño de Medina en el centro y el guitarrista Pepe Mesa.

José María Rodríguez de la Rosa, conocido con el nombre artístico de Niño de Medina, (Arcos de la Frontera. 1875-Sevilla, 1939) fue un cantaor de flamenco.
Nació en Arcos de la Frontera (provincia de Cádiz), el 8 de octubre del 1875 y murió en Sevilla en el año 1939. El sobrenombre lo heredó de su padre Medina el Viejo, gran cantaor muy conocido por su petenera, escuela que su hijo continuó y se hizo muy famosa.
Al "Niño de Medina" se le conocía desde muy pequeño interpretando los estilos de su padre, mayormente la petenera como la buleria, empezó en los cafés cantantes sevillanos, sobre todo en uno muy famoso llamado el Novedades, donde solían actuar todos los grandes de la época. Cantó en los grandes escenarios y recorrió toda la geografía española.
El Niño de Medina, tuvo un gran repertorio, grabó discos importantes, dejó la escuela de la petenera aprendida de su padre Medina el Viejo para que la continúen los grandes maestros del cante, dominó todos los cantes aunque se destacó en la petenera y en sus bulerías. En la época de oro del cante fueron muchísimos los éxitos y triunfos obtenidos en los grandes escenarios, era siempre acompañado de grandes maestros y guitarristas. 